# Enzo Andronico

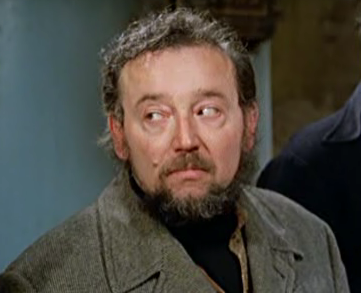
Enzo Andronico

Vincenzo „Enzo“ Andronico (* 13. Mai 1924 in Palermo; † 26. September 2002 ebenda) war ein italienischer Schauspieler.

## Leben
Andronico begann seine über 100 Auftritte in rund zwanzig Jahren umfassende Filmkarriere mit Nebenrollen in Filmkomödien oft derber Natur wie in vielen der Franco-&-Ciccio-Filme, später in vielen Genrefilmen und Sexy Comedies. Sein längliches Gesicht mit langer Nase und deutlichem Silberblick prädestinierten ihn zum Opfer grober Späße und für inkompetente Vertreter des je dargestellten Berufes. In den 1970er Jahren wurde er mehr und mehr als Bösewicht in Poliziesci (italienischen Polizeifilmen) und anderen Kriminalfilmen besetzt. Im Folgejahrzehnt wirkte er sogar in einigen Pornoproduktionen mit.
Daneben war Andronico auch auf der Bühne und für das Fernsehen tätig, wo er oftmals seine Opferrolle für derbe Späße von Komikern wieder aufnahm.

## Filmografie (Auswahl)
- 1953: Die Müßiggänger (I vitelloni)
- 1964: Due mafiosi nel Far West
- 1964: Das Großmaul (I due evasi di Sing Sing)
- 1964: Wir, die Trottel vom Geheimdienst (00-2agenti segretissimi)
- 1965: Herr Major, zwei Flaschen melden sich zur Stelle (I due sergenti del generale Custer)
- 1965: Zwei Trottel gegen Goldfingert (I due mafiosi contro Goldginger)
- 1966: I due figli di Ringo
- 1966: Heißer Tatort Tripolis (Password: Uccidete agente Gordon)
- 1966: Wir – die Trottel vom 12. Revier (2 mafiosi contro Al Capone)
- 1967: Il bello, il brutto, il cretino
- 1967: Zwei Trottel gegen Django (Due Rrringos nel Texas)
- 1968: Django, wo steht Dein Sarg? (T’ammazzo!… Raccomandati a Dio)
- 1968: Im Staub der Sonne (Spara, gringo, spara)
- 1968: I nipoti di Zorro
- 1968: Die tolldreisten Kerle vom Löschzug 34 (I 2 pompieri)
- 1969: Isabella – Mit blanker Brust und spitzem Degen (Isabella, duchessa dei diavoli)
- 1970: Recht und Leidenschaft (La moglie più bella)
- 1970: Zwei Trottel in Afrika (Due bianchi nell'Africa nera)
- 1970: Zwei Trottel in der Fußball-Liga (I due maghi del pallone)
- 1971: Das Verfahren ist eingestellt: Vergessen Sie's (L'istruttoria è chiusa: dimentichi)
- 1972: Avanti, Avanti! (Avanti!)
- 1972: Das Rätsel des silbernen Halbmonds (Sette orchidee macchiate di rosso)
- 1972: Ein Hosianna für zwei Halunken (Trinità e Sartana figli di…)
- 1972: 100 Fäuste und ein Vaterunser (Alleluja e Sartana, figli di… Dio)
- 1972: Zwei Trottel als Bruchpiloten (Continuavano a chiamarli i due piloti più matti del mondo)
- 1973: Die Knallschote der Armee (Il sergente Rompiglioni)
- 1974: Die gnadenlose Jagd (Squadra volante)
- 1974: Der kleine Polizist (Piedino il questurino)
- 1974: Willkommen im Knast (Farfallon)
- 1975: Der Divisionstrottel (Il sergente Rompiglioni diventa… caporale)
- 1975: Eine Jungfrau in Blue Jeans (Una vergine in famiiglia)
- 1976: Die blutigen Spiele der Reichen (Roma: l’altra faccia della violenza)
- 1976: Cop Hunter (Italia a mano armata)
- 1976: Der Kleine mit der großen Schnauze (La dottoressa sotto il lenzuolo)
- 1976: Schlitzohren im Manöver (La campagnola bella)
- 1977: Schieß du… ich hol' Verpflegung (Kakkientruppen)
- 1979: Entschuldigen Sie, sind Sie normal? (Sucsi, lei è normale?)
- 1979: Der Idiotenzwinger (L’infermiera nella corsia dei militari)
- 1979: Der Superbulle jagt den Ripper (Assassinio sul Tevere)
- 1979: Zwei Väter, ein Kind und die schöne Lucia (Due pezzi di pane)
- 1980: Helm auf – Hose runter (La dottoressa ci sta col colonnello)
- 1981: Hilfe, meine Frau geht wieder zur Schule (Mia moglie torna ascuola)
- 1981: Das Sextaxi (Chiamate: 6969 Taxi per signora)
- 1981: Eine Superpolizistin in New York (La poliziotta a New York)
- 1982: Das Schlitzohr vom Highway 101 (Delitto sull'autostrada)
- 1982: Wer hat dem Affen den Zucker geklaut? (Grand Hotel Excelsior)
- 1983: Don Camillo und das Schlitzohr (Il diavolo e l'acquasanta)
- 1984: Breakdance Sensation 1984 (Dance Music)
- 1986: Im Schatten des Vesuv (L'ombra nera del Vesuvio) (Fernseh-Miniserie)
- 1987: Skandal in Verona (Due fratelli) (Fernseh-Mehrteiler)
- 1993: Die geheimnisvolle Blonde (La bionda)
- 2003: Andata e ritorno